# Municipio de Harper (Arkansas)
El municipio de Harper (en inglés: Harper Township) es un municipio ubicado en el condado de Cleveland en el estado estadounidense de Arkansas. En el año 2010 tenía una población de 538 habitantes y una densidad poblacional de 8,55 personas por km².

## Geografía
El municipio de Harper se encuentra ubicado en las coordenadas 33°49′45″N 92°1′55″O / 33.82917, -92.03194. Según la Oficina del Censo de los Estados Unidos, el municipio tiene una superficie total de 62.94 km², de la cual 62,74 km² corresponden a tierra firme y (0,32 %) 0,2 km² es agua.

## Demografía
Según el censo de 2010, había 538 personas residiendo en el municipio de Harper. La densidad de población era de 8,55 hab./km². De los 538 habitantes, el municipio de Harper estaba compuesto por el 93,31 % blancos, el 1,49 % eran afroamericanos, el 1,3 % eran amerindios, el 0,19 % eran isleños del Pacífico, el 2,97 % eran de otras razas y el 0,74 % eran de una mezcla de razas. Del total de la población el 3,53 % eran hispanos o latinos de cualquier raza.